# Volkswacht (Danzig)
Die Volkswacht war eine sozialdemokratische Zeitung, die 1910–1919 in Danzig herausgegeben wurde. Anfangs erschien die Volkswacht wöchentlich. Ab 1913 wurde sie zweimal wöchentlich veröffentlicht. 1914 wurde sie zur Tageszeitung. Die Danziger Volkswacht trug den Untertitel Organ der werktätigen Bevölkerung in Westpreußen. Es handelte sich dabei um eine Zeitung der Freien Gewerkschaften.
Die Volkswacht wurde im September 1910 gegründet. August Bebel schrieb einen Leitartikel für die Erstausgabe.
Aufgrund finanzieller Schwierigkeiten hatte die Sozialdemokratische Partei Deutschlands (SPD) lange Zeit keine eigene Parteizeitung in Danzig. Die Zeitung erhielt finanzielle Unterstützung von der Parteizentrale in Berlin. Arthur Crispien war von 1910 bis 1912 Chefredakteur. Danach war Gustav Schröder Chefredakteur.
Die Danziger Volkswacht spielte eine wichtige Rolle bei der Verbreitung der sozialdemokratischen Gesinnung in der Region. Sie hatte genau so viele Leser wie die bürgerliche Danziger Zeitung. Bei Artikeln in politischen Angelegenheiten handelte es sich größtenteils um Übernahmen aus dem SPD-Zentralorgan Vorwärts, während die Redakteure der Danziger Volkswacht sich in erster Linie mit regionalen Themen befassten.
Während des Ersten Weltkrieges stand die Danziger Volkswacht unter Präventivzensur.
1917 wurde Julius Gehl Chefredakteur der Volkswacht. Nach der Novemberrevolution bekam die Zeitung mehr Leser. 1920 wurde die Volkswacht von der Danziger Volksstimme abgelöst.